# Szalony koń
Szalony koń – suita rockowa zespołu Budka Suflera z albumu Cień wielkiej góry. W oryginalnym wydaniu (na płycie winylowej) zajmowała całą drugą stronę płyty; utwór trwa ponad 19 minut.
W 1976 fragmenty suity zostały wydane jako singel przez wytwórnię Tonpress.

## Historia
Lista utworów do Cienia wielkiej góry była znana w marcu 1975 roku, miesiąc przez planowaną sesją w wytwórni Polskie Nagrania.
W sesji nagraniowej wziął udział Czesław Niemen, który użyczył zespołowi posiadanych przez siebie instrumentów: organów Hammonda oraz syntezatora Mooga, a także zagrał na moogu wstęp do suity. Do realizacji dalszych partii nie doszło m.in. ze względu na realizatora, który nie lubił muzyki rockowej i Niemena. Brakujące partie klawiszowe nagrał później Marek Stefankiewicz, a w części „Z dalekich wypraw” zostały zastąpione partiami gitarowymi w wykonaniu Ziółkowskiego.

## Tekst
Autorem słów jest Adam Sikorski. Tekst składa się z sześciu części, opatrzonych własnymi podtytułami, połączonych wspólnym motywem podróży:
| Tytuł                           | Motyw przewodni                          |
| ------------------------------- | ---------------------------------------- |
| „Szalony koń”                   | rozstanie                                |
| „Fioletowy motyw”               | rozpaczliwa wędrówka                     |
| „Część, której mogłoby nie być” | cierpienie                               |
| „Ścieżka dobrych ptaków”        | poszukiwanie miasta z dziecięcych marzeń |
| „Karnawał za bramą lwów”        | znalezienie miasta                       |
| „Z dalekich wypraw”             | końcowa refleksja                        |

Utwór ma konstrukcję poematu, rozpoczynającego akcję od kłótni i rozstania, następnie rozwijającego ją w wędrówkę. Dalej następuje skomplikowanie akcji (poszukiwanie zaginionego miasta) i jej kulminacja po dotarciu na karnawał, a wreszcie rozwiązanie akcji. Zwrotki są czterowersowe, a liczba sylab w każdym wersie zbliżona, co pozwala nadać utworowi rytm i współgra z motywem wędrówki na koniu.
Tekst Sikorskiego jest wyjątkowo długi, pozbawiony refrenów i innych typowych dla piosenki rozrywkowej powtórzeń, nie posługuje się chwytliwymi i utartymi wyrażeniami, wymaga od słuchacza skupienia uwagi.

## Lista utworów
Singel (S-34)
| Nr | Tytuł utworu                   | Autorzy                                     | Długość |
| -- | ------------------------------ | ------------------------------------------- | ------- |
| 1. | „Z dalekich wypraw”            | muz. R. Lipko, sł. A. Sikorski              |         |
| 2. | „Fragment suity «Szalony koń»” | muz. R. Lipko, sł. A. Sikorski, K. Cugowski |         |

## Wykonawcy
- Krzysztof Cugowski – śpiew[c]
- Andrzej Ziółkowski – gitara[2]
- Romuald Lipko – gitara basowa[c]
- Tomasz Zeliszewski – perkusja[c]

Gościnnie:
- Czesław Niemen – syntezator Mooga[4]
- Marek Stefankiewicz – instrumenty klawiszowe[4]